# Avarua
Avarua är huvudstad på Cooköarna i Stilla havet. Avarua är belägen på norra sidan av huvudön Rarotonga och har ett invånarantal på ungefär 2 600 personer som huvudsakligen lever på turism, handel, fiske och jordbruk. Staden består endast av en gata och där finns bland annat Rarotongas Visitors Centre där man kan få all information om Rarotonga och de andra öarna i ögruppen. Här finns också caféer, restauranger och ett antal souvenirbutiker där man köpa sällsynta svarta pärlor.
Flygplatsen Rarotonga International Airport är belägen tre kilometer väster om Avarua.